# FC Martigny-Sports
Der FC Martigny-Sports ist ein Schweizer Fussballverein aus Martigny im Kanton Wallis. Zurzeit spielt er in der 1. Liga, der vierthöchsten Liga in der Schweiz. Gegründet wurde der Club am 31. August 1917. Der Club spielte öfter in der Nationalliga B (heute Challenge League), insgesamt 16 Saisons. Das letzte Mal gehörte er ihr in der Saison 1989/90 an.

## Bekannte Spieler und Trainer
- Peter Rösch, Trainer
- Norbert Eschmann (1969–1971)
- Wolfram Kaminke (1972–1973)
- Radu Nunweiller (1982–1984), Trainer
- Frank Dietrich (1986–1987)
- Hubert Clute-Simon (1986–1987)
- Uwe Rapolder (1987–1988)
- Detlef Bruckhoff (1988–1990)
- Vladimir Petković (1989–1990)